# Dans la ville blanche
Dans la ville blanche è un film del 1983 diretto da Alain Tanner. Il film è giocato tutto sul tema della dualità: due città, due donne, due formati: il super8 e il 35mm.

## Trama
Paul, macchinista di una nave mercantile, in crisi (Bruno Ganz), si rifugia a Lisbona, la "città bianca" del titolo, riprende ciò che vede in super8, una città decadente in cui ha una storia con Rosa (Teresa Madruga), la cameriera dell'alberghetto in cui vive, ma continua a pensare alla moglie Elisa (Julia Vonderlinn), rimasta in Svizzera.
Derubato dei soldi, qualche giorno dopo riconosce il rapinatore e lo segue in una sala giochi. Lo affronta in strada all'uscita ma viene ferito con un coltello al petto. Ricoverato, scompare per una settimana. Al suo ritorno Rosa, esausta per questo rapporto clandestino, è partita per la Francia, sparita per una nuova vita senza lasciar traccia. Elisa invece, stanca della lontananza, lo ha lasciato. Paga allora come può la stanza vendendo la cinepresa e un registratore e riparte in treno. Sul finale i suoi occhi si perdono nel volto di una ragazza del suo scompartimento, il segno che la vita e l'amore continuano. Sullo sfondo una Lisbona di inizio anni '80, gli anni della post-dittatura, documento filmato di interesse sociale e storico.